# Jonquières (Tarn)
Jonquières település Franciaországban, Tarn megyében. Lakosainak száma 443 fő (2022. január 1.). Jonquières Carbes, Castres, Cuq, Lautrec, Montpinier és Vielmur-sur-Agout községekkel határos.

## Népesség
A település népességének változása:
| Lakosok száma | 459  | 452  | 447  | 442  | 438  | 443  | 441  | 443  |
|               | 2013 | 2015 | 2017 | 2018 | 2019 | 2020 | 2021 | 2022 |